# Olivia Harrison
Olivia Harrison (nacida Olivia Trinidad Arias en Los Ángeles, California, 18 de mayo de 1948), es una escritora y productora estadounidense. Es una de los seis directores de Apple Corps y la viuda de George Harrison, el guitarrista principal de los Beatles.

## Biografía
Sus abuelos eran de origen mexicano. Olivia cursó sus estudios de secundaria y bachillerato en Hawthorne High School y se graduó en 1963. Posteriormente trabajó en el área de Mercadotecnia en A&M Records, donde George Harrison más adelante tuvo un contrato para grabaciones con su sello Dark Horse Records. George y ella se conocieron por teléfono en el año de 1974. Tenían mucho en común ya que ella practicaba meditación y leía filosofía de la India, además de ser vegetariana antes de conocer a George. Estando juntos a partir de este año, acompañó a Harrison en su Dark Horse Tour. George la acredita con haberlo salvado de una vida de adicción y poner su vida en orden. De ahí en adelante, se convierte en la destinataria de numerosas canciones escritas por George, entre ellas figuran Dark Sweet Lady, Beautiful Girl, y Your Love is Forever, así como también una influencia de optimismo en sus discos. Se casaron el 2 de septiembre de 1978 y tuvieron un hijo, el músico Dhani Harrison. 
En su vida doméstica decidieron mantener mucha privacidad a partir de finales de los años 70 y la década de los 80. Pasaron mucho tiempo viajando por lugares como Hawái, Australia, Nueva Zelanda, y Tasmania, dedicándose la pareja a su hijo Dhani.
En el año de 1976 aparece en el video musical de George para la canción, "Crackerbox Palace" y en 1987 en el video musical para "This is Love" (igualmente una canción de Harrison).

## Romanian Angel Appeal
En el año de 1990, a través de las noticias, Olivia se dio cuenta de la situación desfavorable que estaban teniendo los niños Rumanos, sufriendo de falta de recursos y de educación debido a la sobrepoblación que había. Viviendo en orfanatorios sin recibir educación o necesidades básicas de higiene. Olivia tomó iniciativa para recaudar recursos para ayudarlos y recibió el apoyo de Yoko Ono, Linda McCartney y Barbara Bach con lo cual formaron la fundación Romanian Angel Appeal. Su esposo también contribuyó a la causa haciendo una canción con su grupo Travelling Wilburys para donar las recaudaciones a la fundación con su grupo llamada Nobody's Child. Esta canción eventualmente se convirtió en un disco completo, Nobody's Child: Romanian Angel Appeal reuniendo otros artistas que donaron canciones para la causa incluyendo a Stevie Wonder, Paul Simon, Guns N' Roses, Elton John,  Bee Gees, Ringo Starr, y Ric Ocasek.  Lograron recaudar millones de libras y hasta este día la organización sigue ayudando con un alcance más internacional a niños y jóvenes con padecimientos diferentes o que se encuentran en situaciones desfavorables.

## Escritora, productora y filantropista (2002-presente)
Después de la muerte de su esposo tuvo un periodo de luto. Siguiendo esto ella asumió la posición como una de los directores en Apple Corps. A partir de diciembre de 2001 también tomó el cargo de directora en la beneficencia Material World Foundation que ayuda a múltiples de proyectos por todo el mundo, incluido México, donde dan becas a jóvenes estudiantes universitarios, así como ayudando en otras situaciones, entre ellas donando 200 000 dólares por los terremotos en México en 2017.
En 2002 Olivia produjo la película Concert for George que ganó el Grammy al mejor video musical en formato largo de 2005. 
En 2007 produjo el mini-documental sobre el grupo Traveling Wilburys.
En 2011 produjo el documental George Harrison: Living in the Material World, dirigido por Martin Scorsese. El documental ganó dos premios Emmy, y Olivia recibió uno como productora en la categoría de Mejor Documental.
Siguió colaborando con Scorsese al formar The Film Foundation, una fundación dedicada a restaurar películas antiguas, con las cual se entre otras cosas, se han restaurado películas Rusas, películas de Charlie Chaplin, y películas clásicas mexicanas.
Junto con estos proyectos, igualmente se dedica a mantener vivo el legado de su esposo, publicando una reedición de su libro "I Me Mine" en 2017. Asimismo, junto con los otros miembros de Los Beatles y Yoko Ono, produjeron el aclamado documental Get Back, dirigido por Peter Jackson.
En el año 2022 recibió un segundo Grammy por la producción de la reedición limitada del disco All Things Must Pass. En junio de 2022 publicó un libro de poesía autobiográfica, Came the Lightening dedicado a su marido.